# Nomisia
Nomisia är ett släkte av spindlar. Nomisia ingår i familjen plattbuksspindlar.

## Dottertaxa tillNomisia, i alfabetisk ordning[1]
- Nomisia aussereri
- Nomisia australis
- Nomisia castanea
- Nomisia celerrima
- Nomisia chordivulvata
- Nomisia conigera
- Nomisia dalmasi
- Nomisia excerpta
- Nomisia exornata
- Nomisia fagei
- Nomisia flavimana
- Nomisia fortis
- Nomisia frenata
- Nomisia harpax
- Nomisia kabuliana
- Nomisia molendinaria
- Nomisia monardi
- Nomisia montenegrina
- Nomisia musiva
- Nomisia negebensis
- Nomisia notia
- Nomisia orientalis
- Nomisia palaestina
- Nomisia perpusilla
- Nomisia poecilipes
- Nomisia punctata
- Nomisia recepta
- Nomisia ripariensis
- Nomisia satulla
- Nomisia scioana
- Nomisia simplex
- Nomisia tingitana
- Nomisia transvaalica
- Nomisia tubula
- Nomisia uncinata